# Rio Hanu
O Rio Hanu é um rio da Romênia, afluente do Tărcuţa, localizado no distrito de Neamţ.